# Pietro Badoglio
Pietro Badoglio, né le 28 septembre 1871 à Grazzano Monferrato (Piémont) et mort dans la même ville le 1er novembre 1956, est un militaire et homme d'État italien de la Première et de la Seconde Guerre mondiale.
Il fait ses débuts militaires lors de la première guerre italo-éthiopienne (1896) et il est promu général vingt ans plus tard. Nommé maréchal par Mussolini en 1926, il part entre 1928 et 1938 pour gouverner la Libye puis l’Éthiopie, dont il deviendra vice-roi. En 1939, au seuil de la guerre, il rentre en Italie, mais ses différends avec Mussolini, ainsi que l'échec de la campagne de Grèce, l'amènent à quitter ses fonctions de chef d'état-major dès décembre 1940.
Il fait son retour en politique au poste de premier ministre lorsque Mussolini est démis de ses fonctions le 25 juillet 1943. Il signe alors le rapprochement du royaume d'Italie avec les Alliés lors de l'armistice de Cassibile. Après la libération de Rome en 1944, n'étant pas reconduit dans ses fonctions, il se retire dans son village natal qui prend entre-temps (en 1939) le nom de Grazzano Badoglio en son honneur.

## Biographie

### Jeunesse
Pietro Badoglio est le fils de Mario Badoglio, modeste propriétaire terrien et Antonietta Pittarelli, issue d’une famille de petite bourgeoisie.

### Les débuts militaires
En octobre 1888, Pietro Badoglio est admis à la Regia Accademia di Savoia (Académie royale de Savoie), école militaire ayant son siège à Turin. Il entre dans l'artillerie deux ans plus tard, en obtenant le grade de sous-lieutenant le 16 novembre 1890, puis celui de lieutenant le 7 août 1892. Il participe en 1896 à la première guerre italo-éthiopienne. Sous les ordres du général Antonio Baldissera, il prend part à l'expédition d'Agridat pour libérer du siège le major Marcello Prestinari. Il reste en garnison sur les hauts plateaux érythréens jusqu'en 1898.
De retour en Italie, il est promu capitaine, le 13 juillet 1903, et participe à la guerre de Libye de 1911, au cours de laquelle il est décoré de la médaille de la valeur militaire pour avoir organisé l'opération d'Ain Zara. Il est promu major pour avoir planifié l'occupation de l'oasis de Zanzur.
Il prend part à la Première Guerre mondiale et est nommé lieutenant-colonel dès le début du conflit, le 25 février 1915. Pietro Badoglio est affecté à l'état major de la 2e armée et commande la 4e division. Il se retrouve stationné vers le fort du monte Sabotino alors aux mains des Autrichiens, fort réputé imprenable. En avril 1916, Badoglio est promu colonel et devient chef d'état major du 6e corps d'armée, tout en conservant le commandement de la 4e division.
Le 6 août 1916, il s'illustre par la prise du fort du Monte Sabotino, et est promu major général. En novembre, il prend le commandement de la brigade Cuneo avant de prendre le commandement du 2e corps d'armée juste avant le début de la dixième bataille de l'Isonzo, au cours de laquelle il conquiert des positions extrêmement difficiles, les monts Vodice et Kuk, actuellement en Slovénie. Luigi Capello, commandant de la 2e armée le propose au grade de lieutenant général et lui obtient, lors de la onzième bataille de l'Isonzo, le commandement du 27e corps d'armée.
Le 24 octobre 1917, il fait partie du commandement de l'armée qui est défaite à la bataille de Caporetto. Malgré cet échec, les négociations de l'armistice de 1918 lui sont confiées. Il devient général et un des proches collaborateurs du généralissime Diaz.

### Les débuts politiques
Après la guerre, il devient sénateur tout en continuant d'assumer un rôle militaire. Il est ainsi chargé en octobre 1919 par le président du Conseil Francesco Nitti de faire le blocus de Fiume occupée par les arditi de Gabriele d'Annunzio.

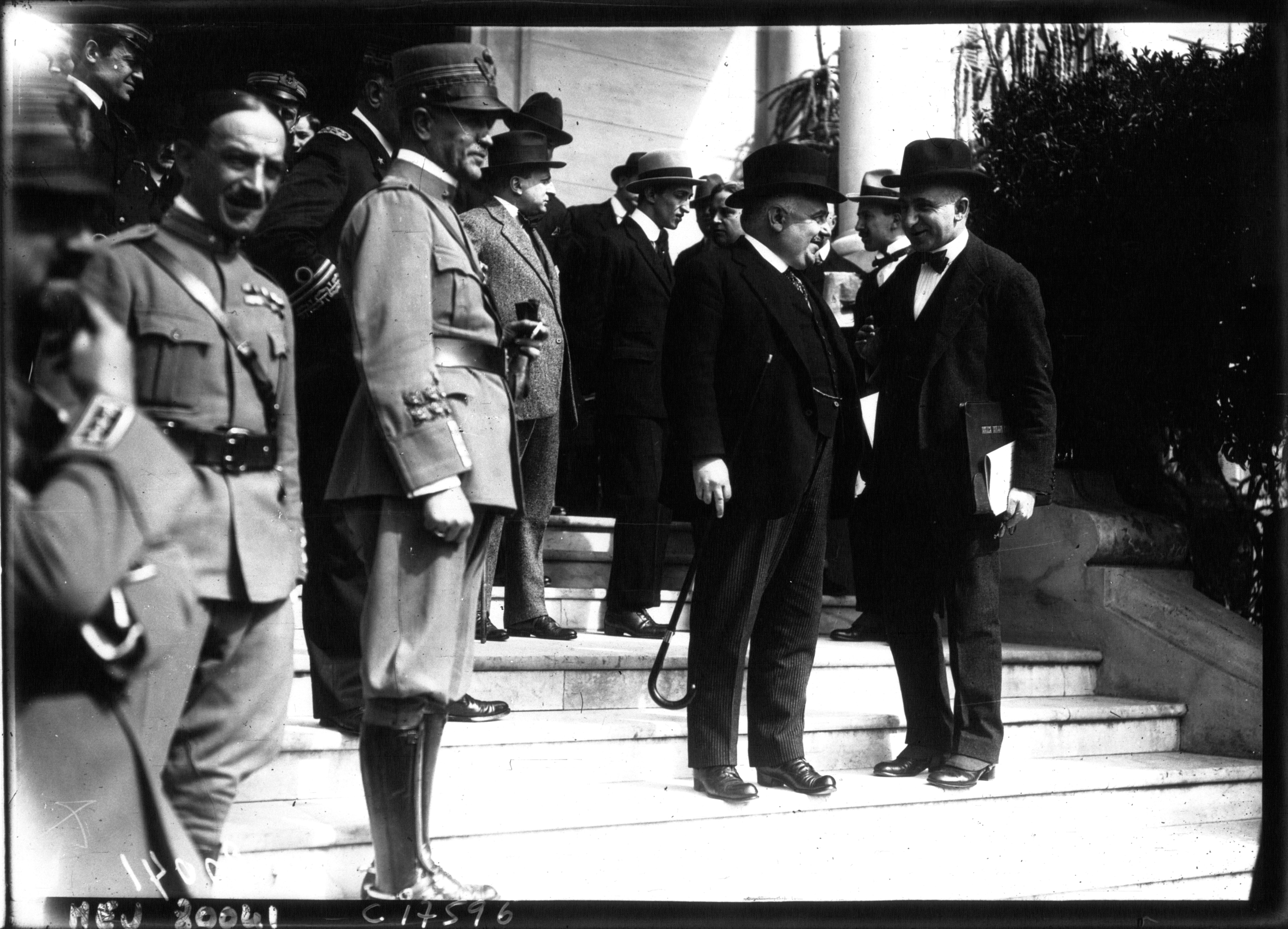
En 1920, la Conférence de San Remo au Château Devachan, avec Francesco Saverio Nitti.

Lors de la montée du fascisme, en août 1922, il assure le président du Conseil Luigi Facta de la fidélité de l'armée, d'où une certaine disgrâce après la marche sur Rome et la prise de pouvoir par Mussolini. Il se rallie au nouveau régime dès 1924, et est envoyé au Brésil comme ambassadeur. À son retour, il retrouve des fonctions à l'état-major de l'armée dès mai 1925, puis Mussolini le nomme maréchal le 26 mai 1926. De 1929 à 1933, il est envoyé en Libye en tant que gouverneur, et met fin à la résistance à l'occupation italienne.

### Campagne d'Éthiopie (1935-1936)
En novembre 1935, il succède à Emilio De Bono en tant que commandant en chef en Éthiopie,. À l'opposé de son prédécesseur jugé trop timoré, il prend la direction des opérations (avec, entre autres, des attaques chimiques au gaz moutarde) et lance des offensives contre Addis-Abeba, où il entre le 5 mai 1936. Deux ans plus tard, en 1938, il est nommé vice-roi d'Éthiopie, ce qui lui confère aussi une autorité sur l'Érythrée et la Somalie italienne, mais il est rapidement remplacé par Rodolfo Graziani. En 1939, il devient chef d'état-major de l'armée.
Conscient de l’impréparation militaire et économique de l’Italie au seuil de la guerre, il rédige en janvier 1939 un rapport à Mussolini signalant la faiblesse du matériel militaire. Il s'oppose alors à toute intervention dans la guerre qui s'annonce, sans démissionner de son poste. L'année suivante, il représente l'Italie pour la négociation de l'armistice du 24 juin 1940 avec la France. Peu après, en octobre 1940, il s’oppose à nouveau à l’attaque contre la Grèce. Finalement, l'échec de celle-ci l'amène à démissionner le 4 décembre 1940, tandis qu'il rejette la responsabilité de la situation sur Mussolini. Il n'est pas établi si ses différends avec Mussolini sont d'ordre moral ou liés à la stratégie militaire.

### Chef du gouvernement italien en 1943-1944
À la chute de Mussolini le 25 juillet 1943, Badoglio le remplace au poste de président du Conseil des ministres. Il annonce d'abord, sans parvenir à tromper Hitler, que son gouvernement continue la guerre aux côtés de l'Allemagne. Il négocie en réalité avec les Alliés l'armistice de Cassibile qui débouche sur la proclamation de Badoglio du 8 septembre 1943. Devant l'occupation de l'Italie par les troupes allemandes du maréchal Kesselring, il se réfugie avec le roi et une partie de ses ministres à Pescara et Brindisi, sous la protection des troupes alliées débarquées au sud de Naples le 8 septembre, et y reforme son gouvernement. Le 13 octobre 1943, le royaume d'Italie dirigé par Badoglio déclare la guerre à l'Allemagne. Dans le même temps, Mussolini est libéré et remis en place par les Allemands, et organise dans le nord du pays la République sociale italienne. Au printemps 1944, Palmiro Togliatti, leader du parti communiste italien, rentre d’URSS et se déclare disposé à collaborer avec la monarchie. Le 22 avril, Badoglio peut constituer un troisième gouvernement, avec l'appui des antifascistes. Mais au lendemain de la libération de Rome, les formations politiques du Comité de libération nationale refusent de reconduire Badoglio au pouvoir et il est remplacé par Ivanoe Bonomi.

### Retraite et mort
Sa ville natale, Grazzano Monferrato, est renommée Grazzano Badoglio en son honneur en 1939. Il s'y retire lors de sa retraite et il meurt en 1956 après avoir raconté ses souvenirs à Vanna Vailati qui publie un livre, Badoglio racconta (« Badoglio raconte »), en 1955. Son épouse Sofia est décédée en 1942.

### Badoglio et la franc-maçonnerie
Sa carrière fulgurante, le manque absolu de sanction après la défaite de Caporetto et ses longs rapports institutionnels avec Mussolini ont été expliqués par l'appartenance de Badoglio à la franc-maçonnerie, bien qu'aucun document officiel ne la confirme. La revue officielle du Grand Orient d'Italie, Rivista Massonica, dans un numéro de 1976 à la page 247, confirme l'affiliation de Badoglio à une loge du Grand Orient d'Italie. De l’appartenance de Badoglio à la maçonnerie était convaincu le général Luigi Cadorna (Chef de l’État major de l'armée), qui le 6 mars 1917 écrit à son fils Raffaele « A Capello ho dato Badoglio come desiderava. Così sono in pieno tre puntini! Almeno non mi diranno che ho delle prevenzioni! » (trad : « J'ai donné Badoglio à Capello comme il le désirait. Je suis ainsi en plein trois points ! Au moins on ne me dira pas que j'ai des préventions ! »)[pas clair].

### Un personnage politique très controversé
Badoglio fut l'objet de très vives critiques de la part de la propagande de l'Axe, ce qui est somme toute normal, et son nom y était utilisé comme synonyme de « traître » ou de « retourneur de veste ». Ainsi, par exemple, dans la rhétorique des officiers japonais ultra-bellicistes qui tentèrent jusqu'au bout d'empêcher la capitulation du Japon, le Premier ministre Kantarō Suzuki, ancien amiral, qui savait la guerre perdue et avait conseillé à l'empereur Hiro-Hito d'accepter les termes de la capitulation proposés par les Américains, était qualifié de « Suzuki-Badoglio ».
En Italie, qui était, au moment de sa prise de pouvoir, en voie de partition (République de Salo au nord et zone d'occupation alliée au sud), Badoglio était aussi très violemment contesté. Dans un pays en proie à une quasi-guerre civile, où existaient de puissants mouvements de maquisards (partigiani) réfugiés dans les Alpes et faisant le coup de feu contre les tenants de Mussolini réfugié à Salo, les deux camps lancés dans une lutte fratricide se rejoignaient dans une commune détestation de Badoglio et du roi Victor Emmanuel III, à qui les fascistes de Salo ne pardonnaient pas d'avoir orchestré en sous-main la destitution de Mussolini (l'ordre du jour Grandi).
Une chanson emblématique, reprenant l'air d'un classique du répertoire goliard (chansons d'étudiants italiens) créé par un des chefs de la résistance italienne, Nuto Revelli, prend violemment à partie Badoglio et son « digne compère Vittorio » en des termes énergiques, voire franchement insultants et vigoureusement grossiers.
Intitulée La Badoglieide (l'épopée de Badoglio, sur le modèle de l'Énéide de Virgile) elle est un réquisitoire à la fois précis et impitoyable des actions de Badoglio, de ses ambiguïtés politiques et de sa compromission très ancienne avec Mussolini et son régime. Elle lui reproche, au fil des couplets, sa complicité avec le fascisme, la vaine gloriole de la conquête d'Éthiopie et du duché d'Addis-Abeba (titre honorifique que lui a conféré le roi d'Italie), le coup de poignard dans le dos que fut la (vaine) campagne des Alpes contre la France déjà vaincue, la sanglante intervention en Grèce, sa « retraite tactique », après démission, dans son village de Gazzano où il « jouait aux boules pendant que les Alpini (chasseurs alpins) crevaient sur le front russe », son attentisme politique, guettant la chute de Mussolini, son recours à des miliciens fascistes, anciennement chemises noires, pour le maintien de l'ordre, en particulier à Milan, où, sur ordre de Badoglio, le très contesté général Enrico Adami Rossi recruta des miliciens fascistes (squadristi) pour maintenir l'ordre, faisant tirer sans discernement sur des grévistes et des civils innocents avant de consigner les soldats dans leurs casernes... et de rendre la ville aux troupes allemandes de Kesselring, sa fuite piteuse avec le roi à Bari, dans l'extrême sud de l'Italie, occupée par les Américains, et finalement, l'ineptie de son gouvernement erratique et dépassé par les événements.
Caractéristiquement, cette chanson, née de la résistance antifasciste, était aussi chantée par les miliciens « reppublichini », les fascistes républicains de la RSI ou république de Salo, qui s'étaient contentés de modifier quelques vers qui ne leur convenaient pas, comme l'allusion à la bataille des Alpes contre la France, considérée comme une infamie dans le texte original et vue par eux comme une épopée glorieuse.
De nos jours, La Badoglieide est encore très connue en Italie et a servi de base à des chansons polémiques contre des personnages publics comme Matteo Renzi (La Renzieide), ou le pape François (La Bergoglieide).